# Stazione di Westbury
La stazione di Westbury (in inglese Westbury railway station) è la principale stazione ferroviaria di Westbury, in Inghilterra.